# Pluxus
I Pluxus sono un gruppo musicale svedese originario di Stoccolma. Per la realizzazione della loro musica, di genere elettronico, utilizzano dei sintetizzatori vecchio stile, dei campionatori e dei computer.
I Pluxus hanno pubblicato con la loro etichetta Pluxemburg quattro album, alcuni singoli e alcuni EP.
Nel 2008 il loro brano Transient è stato utilizzato da una nota azienda automobilistica statunitense nella realizzazione di uno spot pubblicitario.

## Formazione
- Sebastian Tesch
- Adam Kammerland
- Anders Ekert

## Discografia
- 1999 - Fas 2
- 2000 - Och resan fortsätter här
- 2002 - European Onion
- 2006 - Solid State